# Luis Salces
Luis Salces, detto Maki (San Salvador de Jujuy, 25 novembre 1994), è un calciatore argentino, attaccante del Petrolero.

## Caratteristiche tecniche
È un'ala sinistra.

## Carriera
Cresciuto nel settore giovanile del Gimnasia (J), ha esordito in prima squadra il 17 agosto 2013 disputando l'incontro di Primera B Nacional vinto 1-0 contro l'Huracán.
Il 12 luglio 2018, dopo oltre 100 presenze con il club della sua città natale, si è trasferito in Grecia firmando con l'Apollōn Smyrnīs. Poche settimane dopo è stato vittima di un attacco epilettico in allenamento che lo ha costretto ai box per diversi mesi. Nel dicembre seguente è rimasto svincolato ed ha fatto ritorno in Argentina, siglando un accordo con il Central Córdoba (SdE).
Il 14 agosto 2019 si è trasferito al Gimnasia (M).